# Atmagea, Tulcea
Atmagea este un sat în comuna Ciucurova din județul Tulcea, Dobrogea, România. Se află în Podișul Babadagului.

## Toponimie
Numele localității vine din turcescul atmaca care se traduce prin șoim,uliu, pasăre de pradă.

## Istoric
La 1848 a sosit în satul Atmagea un grup de coloniști germani, de confesiune evanghelică, sub conducerea lui Adam Kühn. Aceștia au dezvoltat așezarea, comunitatea germană devenind în scurt timp prosperă. Biserica din Atmagea datează din 1861, fiind prima biserică germană din Dobrogea.
În perioada 1848-1859 localitatea a fost populată cu coloniști de origine germană, cunoscuți ca germani dobrogeni și a purtat denumirea de Atmadscha. 
După ce s-a încheiat Războiul Crimeii (1853-1856) a început acțiunea . de colonizare a Turciei. În Dobrogea au venit tătari din Crimeea și cerchezi, poporul cel mai temut de creștini. Guvernul român i-a chemat pe coloniștii germani în Moldova, în satele părăsite de bulgari. Au plecat aproape toți, fiindcă nu mai puteau trăi din cauza cerchezilor. În Atmagea abia au mai rămas 3-4 familii de germani.
Majoritatea celor rămași au părăsit localitatea în 1940, fiind strămutați cu forța în Germania nazistă, sub lozinca Heim ins Reich (Acasă în Reich). În locul germanilor, statul român a colonizat localitatea cu români refugiați din Cadrilater după Tratatul de la Craiova.